# Tschetscheno-Inguschetien

Flagge der TschIASSR

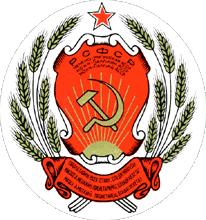
Wappen der TschIASSR

Karte des Kaukasusgebietes zwischen 1957 und 1991

Die Tschetscheno-Inguschische Autonome Sozialistische Sowjetrepublik (TschIASSR) (russisch Чечено-Ингушская Автономная Советская Социалистическая Республика) war eine Teilrepublik der Russischen Sozialistischen Föderativen Sowjetrepublik (RSFSR) innerhalb der Sowjetunion und wurde mit der Verfassung von 1936 am 5. Dezember 1936 gegründet. Sie ging aus dem Tschetscheno-Inguschischen Autonomen Oblast hervor. Ihre Hauptstadt war Grosny. Am 7. März 1944 wurde die Autonome Sowjetrepublik aufgelöst. Die vom Stalin-Regime pauschal der Kollaboration mit den deutschen Invasoren bezichtigten Tschetschenen und Inguschen deportierte das NKWD gewaltsam in zentralasiatische Republiken wie Kasachstan. Teile des Territoriums der TschIASSR kamen zur Dagestanischen und Nordossetischen ASSR bzw. Georgischen SSR. Der Rest bildete die Oblast Grosny innerhalb der Russischen SFSR.
Als in der sogenannten Tauwetter-Periode Tschetschenen und Inguschen in ihre Heimat zurückkehren konnten, erfolgte am 9. Januar 1957 die Wiedererrichtung der TschIASSR. Im Verlauf der Auflösung der Sowjetunion wurde sie am 15. Mai 1991 in Tschetscheno-Inguschische Republik umbenannt. Am 1. Oktober 1991 beschloss der Oberste Sowjet der RSFSR die Aufteilung der Republik in die Tschetschenische Republik und die Inguschische Republik als Folge der Unabhängigkeitsbestrebungen der Tschetschenen.